# Tunelul Sint-Anna (Antwerpen)

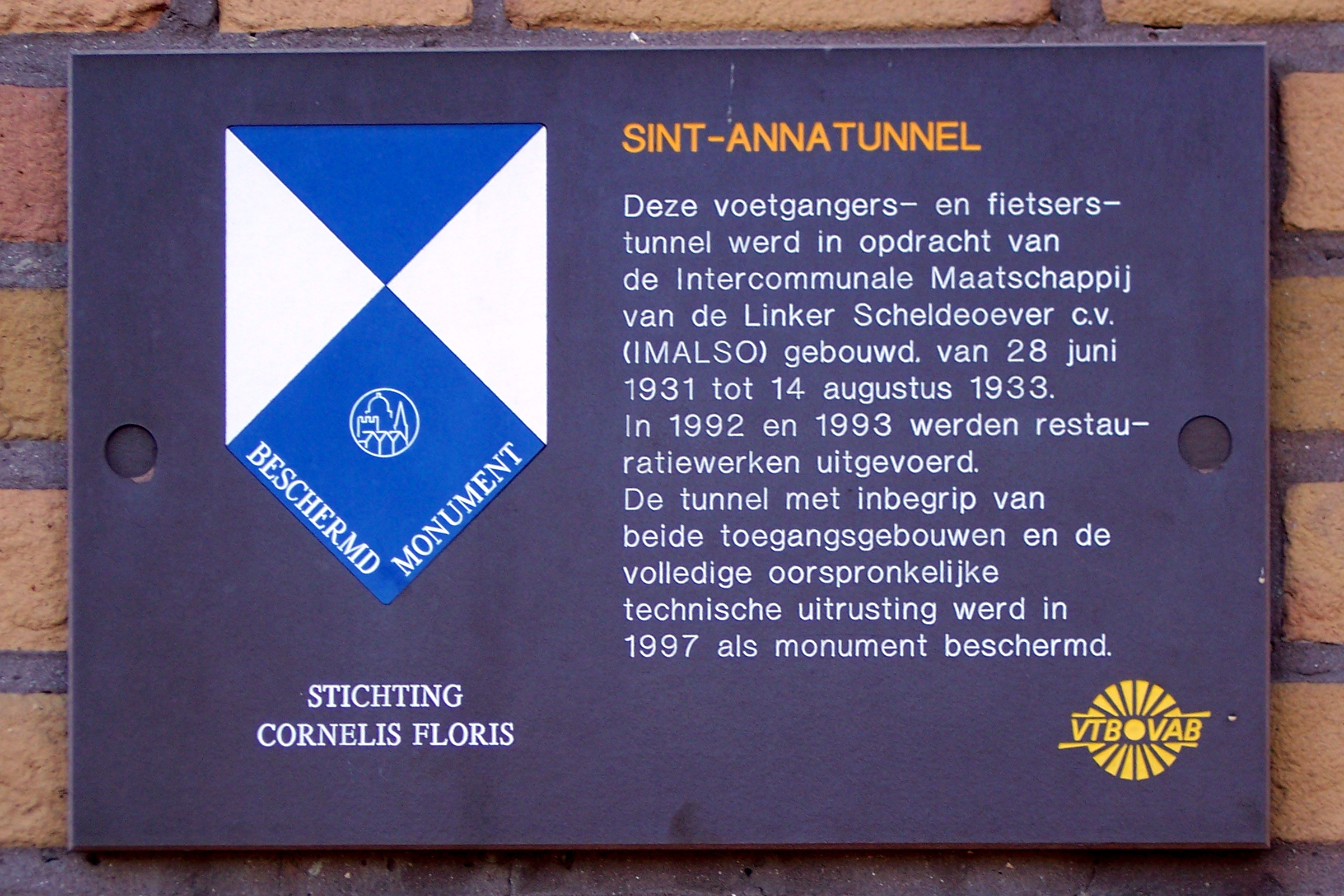
Plăcuță cu informații pe fațada clădirii de acces în tunel.

Tunelul Sint-Anna (în neerlandeză Sint-Annatunnel) este un tunel pietonal și de biciclete pe sub fluviul Escaut în orașul Anvers din Belgia. Construcția sa a început pe 28 iunie 1931 și a fost finalizată pe 14 august 1933, iar tunelul a fost inaugurat oficial pe 10 septembrie 1933, în prezența Regelui Albert I.

## Istoric

### Feriboturi
Înainte de deschiderea tunelului se aflau în exploatare două feriboturi: „Sint-Annekensboot” și „Land van Waas / Pays de Waes”. Feribotul „Sint-Annekensboot” traversa fluviul Schelde în dreptul castelului het Steen, în timp ce „Land van Waas” transporta garnituri de tren între gările Vlaams Hoofd din Linkeroever (ulterior denumită Gara Antwerpen-Vest) și Antwerpen-Waas de pe Sint-Michielskaai.

### Legătura permanentă
Ideea unei legături permanente între cele două maluri a fost lansată încă din secolul al XIX-lea. În 1865 a fost propus un pod suspendat peste Schelde. În 1872, politicianul J. Malou a sugerat construirea unui pod și a unui canal de navigație separat care să ocolească Linkeroever pe la vest și care să fie folosit de navele de mari dimensiuni al căror deplasament nu ar fi permis traversarea pe sub pod. Acest proiect enorm și costisitor nu s-a materializat însă.
Printr-o lege din 30 martie 1906, aprobată în timpul domniei regelui Leopold al II-lea, s-a expropriat teren pe ambele maluri ale fluviului cu scopul, conform Articolului 5, de a permite „lucrările necesare pentru realizarea legăturilor între cele două maluri ale Scheldei care vor începe cel mai târziu pe 31 decembrie 1909”. Investiția a fost amânată, apoi împiedicată de izbucnirea Primului Război Mondial.
După război, printr-o lege din 19 martie 1923, granița administrativă dintre provinciile Antwerpen și Flandra de Est a fost modificată, iar comunele Burcht și Zwijndrecht, situate pe malul stâng al Scheldei, au fost transferate provinciei Antwerpen. Aceeași lege stipula decizia guvernului de a organiza, până pe 1 ianuarie 1924, o licitație pentru forarea unui tunel pe sub fluviu. Situația financiară de după război a regatului a făcut imposibilă respectarea datei, iar ofertele private au fost respinse, deoarece solicitau garanții guvernamentale în caz de eșec. Aceste lucruri au dus în final la constituirea, pe 9 martie 1929, a societății pe acțiuni Intercommunale Maatschappij van de Linker Scheldeoever (IMALSO) (în română Compania Intercomunală a Malului Stâng al Scheldei), ce avea scopul precis de a realiza o conexiune între cele două maluri ale fluviului care să permită circulația persoanelor, mărfurilor și vehiculelor. După studii amănunțite, Consiliul Director al companiei a decis că cea mai bună soluție este construirea a două tuneluri separate, unul pentru vehicule, celălalt pentru pietoni și cicliști.
Construcția tunelului pietonal a început pe 28 iunie 1931 și s-a terminat cu opt luni înainte de termen, iar inaugurarea oficială a celor două tuneluri a avut loc pe 10 septembrie 1933, în condiții meteorologice foarte favorabile, în prezența familiei regale belgiene, a numeroși demnitari și delegați străini.

### Al Doilea Război Mondial
Tunelul Sint-Anna a avut mult de suferit în Al Doilea Război Mondial. Înainte de retragerea din Antwerpen, armata germană a dinamitat accesul din Linkeroever, distrugând clădirea, liftul, scările rulante și intrarea în galerie.

### Restaurare
Tunelul a fost supus unui amplu proces de renovare și restaurare în perioada 1992-1993. Pe data de 7 februarie 1997, tunelul a fost declarat monument istoric, primind indicativul 3139.

## Caracteristici

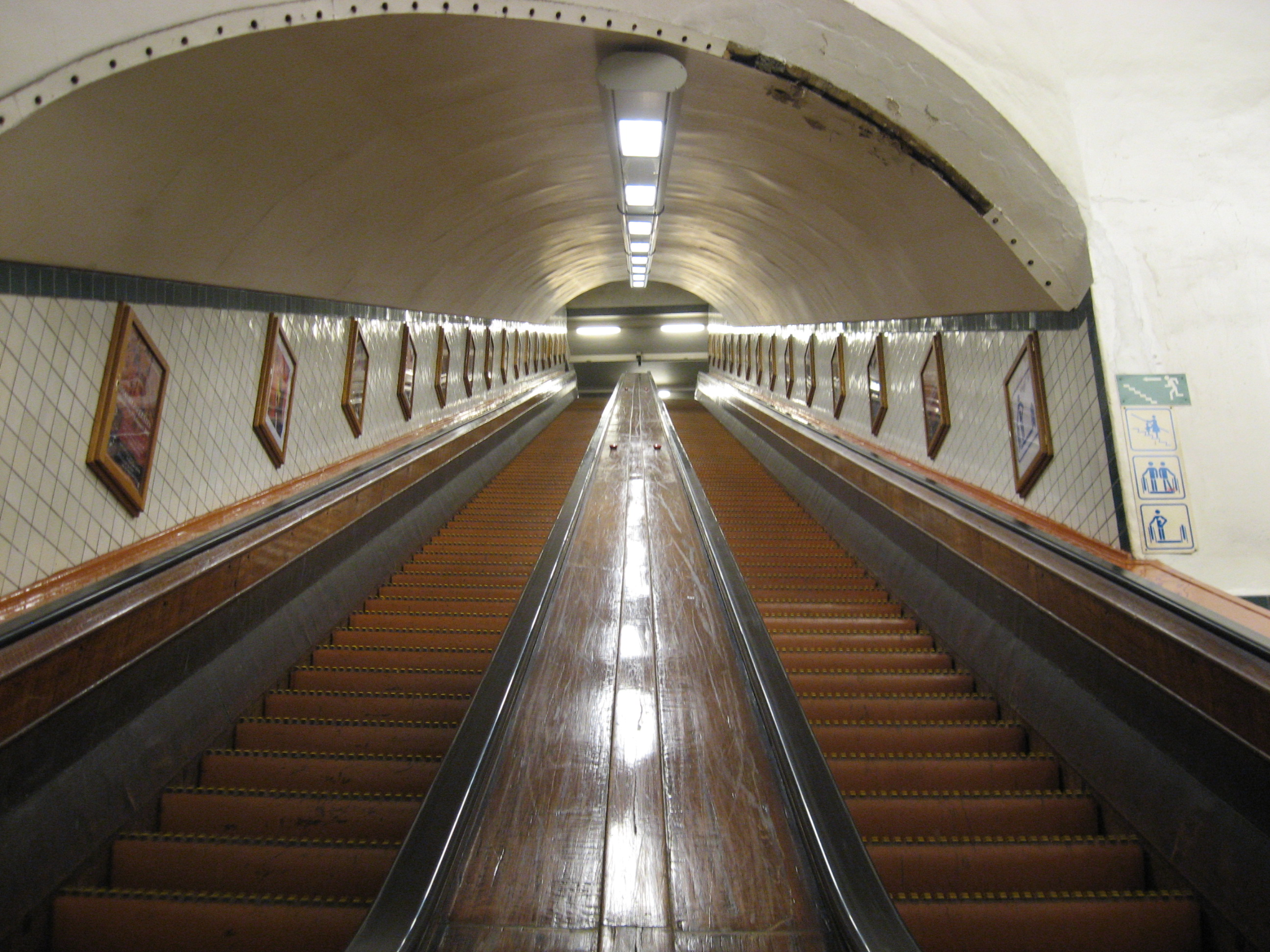
Scările rulante.

În lungime de 572,28 de metri și amplasat la 31,57 metri sub albia fluviului în zona cea mai adâncă, tunelul Sint-Anna mai este numit de locuitorii orașului și „tunelul pietonal”. Începând de la inaugurarea sa, el asigură o legătură între zona centrală a orașului Antwerpen și cartierul Linkeroever, situat pe malul stâng al Scheldei. La ambele capete ale tunelului există lifturi pentru acces în subteran cu o capacitate de 40 de persoane fiecare și o masă maximă de 3.000 kg, precum și două rânduri de scări rulante construite pe structură din lemn masiv autentic. La vremea realizării tunelului scările rulante erau o noutate. Lungimea de 572,28 m a galeriei este calculată între capetele celor două scări rulante.
Tunelul Sint-Anna are un diametru exterior de 4,74 m și un diametru interior de 4,22 m. La cele două capete accesul se face prin intermediul unor clădiri similare cu două etaje, ambele proiectate de arhitectul local Emiel Van Averbeke.
Tunelul perfect orizontal a fost săpat prin argilă de Boom cu un scut de forat manual. Căptușeala tunelului este alcătuită din elemente prefabricate din fontă îmbinate cu nituri din plumb. Costul total al construcției s-a ridicat la 40 de milioane de franci (circa 1 milion de euro). Pentru a reda aspectul inițial al tunelului au fost păstrate elemente originale precum cele două clădiri de acces, scările rulante sau vechile indicatoare și semne de avertizare.
Dimensiunile galeriei și ale lifturilor au fost alese astfel încât să permită coborârea și circulația prin tunel a ambulanțelor sau mașinilor poliției în cazul unui incident major în Tunelul Waasland. Această funcție a fost abandonată după punerea în funcțiune, în 1969, a Tunelului Kennedy. În perioada 2017-2018 vor fi instalate noi lifturi în locul celor vechi și vor fi adăugate elemente de siguranță scărilor rulante.